# فرودگاه ساسکیلاخ
فرودگاه ساسکیلاخ (به انگلیسی: Saskylakh Airport) یک فرودگاه همگانی است . این فرودگاه در شهر ساسکیلاخ کشور روسیه قرار دارد .

## شرکت‌های هواپیمایی و مقصدهای پروازی
| شرکت‌های هواپیمایی | مقصدهای پروازی |
| ----------------- | -------------- |
| Polar Airlines    | یاکوتسک        |